# Vladimír Ivanovič Blandov
Vladimír Ivanovič Blandov (rusky Владимир Иванович Бландов) byl ruský průmyslník a obchodník. Spolu s Nikolajem Vasiljevičem Věreščaginem a Dmitrijem Ivanovičem Mendělejevem se zasloužil se o vývoj moderních mlékárenských provozů v Rusku po rolnické reformě v roce 1861. Jeho sýr Blandov získal zlatou medaili na Světové výstavě v Paříži v roce 1900.

## Život a dílo
Narodil se v roce 1847 nedaleko Petrohradu v rodině soudního rady Ivana Michailoviče von Blandova. Otec matky Jektěriny Matvějevny roz. Muravjovové byl admirálem Baltské flotily. Původem byl předurčen ke kariéře u vojenského námořnictva. Se svým spolužákem Věrješčaginem však předurčenou dráhu opustil a po studiu výroby sýrů v Západní Evropě začal budovat na březích horní Volhy síť družstevních sýráren směrem po proudu řeky od Tveru po Rybinsk. Všechny farmy existovaly jako dceřiné společnosti modelové farmy v Jedimonovu. Nejvýznamnější podporou obchodu se zbožím omezené trvanlivosti, jakým jsou mléčné výrobky, bylo vybudování železničního spojení mezi Jaroslavlí a Moskvou v roce 1872. V témže roce i v Moskvě otevřel obchodní dům Blandov. Na počátku 90. let 19. století vlastnil 25 továren na výrobu sýra v šesti guberniích. V moderní mlékárně v Moskvě pracovalo v roce 1892 118 lidí. V roce 1897 otevřely pobočky na Západní Sibiři a výrobky navázaly na dopravní systém Transsibiřské magistrály. Spolu s Věrješčaginem a Mendělejevem stáli u zrodu konstrukce speciálních vagónů pro přepravu zboží omezené trvanlivosti spolu se soustavou ledáren. Organizoval transporty samostatných vlaků s charakteristickým bílým nátěrem s tepelně izolovanými zásobníky ledu. Transporty navázané na mořskou dopravu zajišťovaly kromě jiného i plnění smluvních dodávek Vologdského másla především do Anglie.

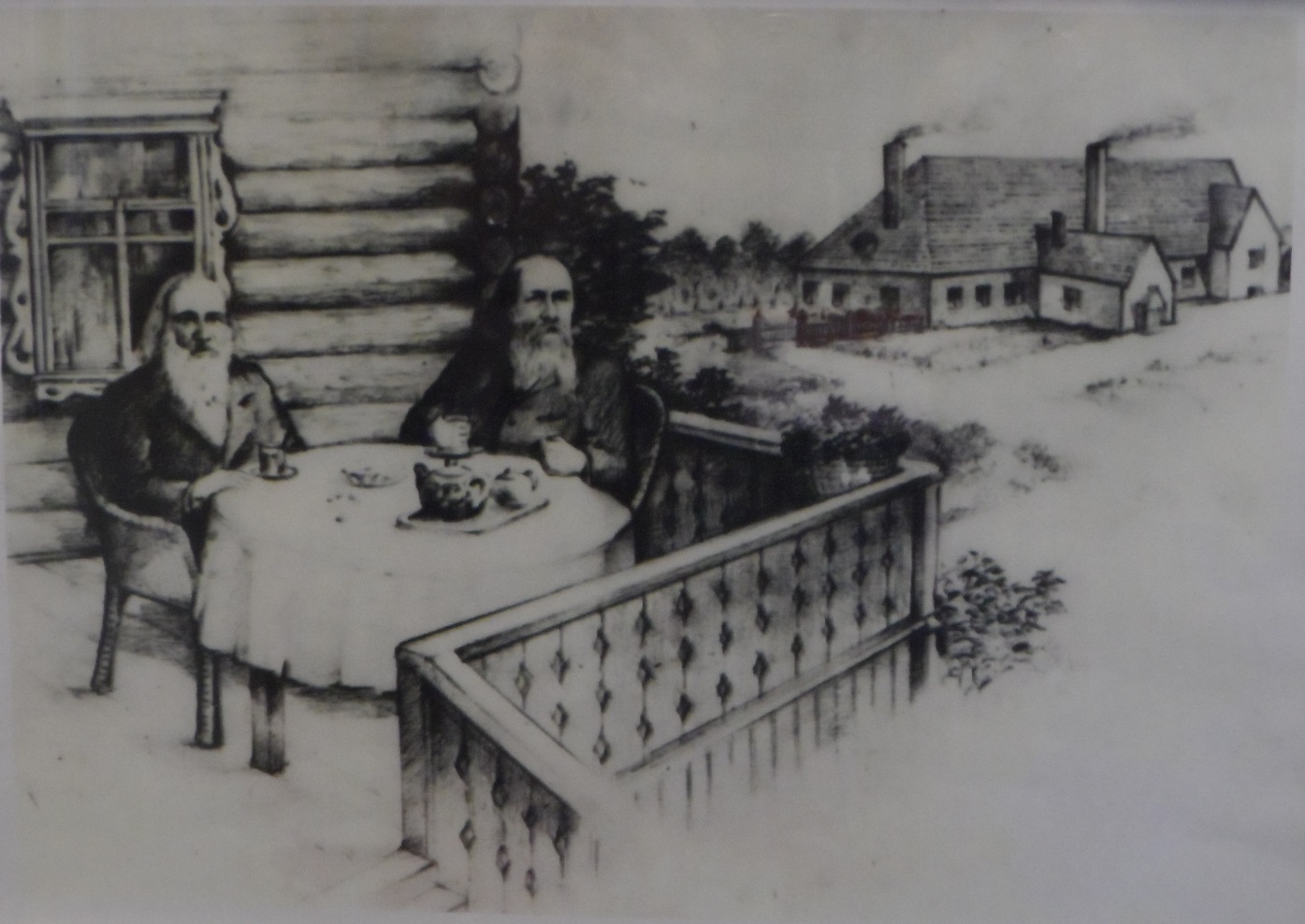
D.I.Mendělejev a N. V. Věreščagin v Jedimonovu (kresba V. I. Blandov 1889)

Podle svědectví současníka bratři Blandovové vytvořili a prosazovali zvláštní obchodní etiku, která spočívala v dobré vůli a upřímnosti vůči všem, kteří je oslovili. Jakýkoli výrobce sýrů nebo másla či majitel půdy, který měl v plánu zahájit mléčnou farmu, mohl navštívit moskevskou kancelář bratrů Blandovových. Tam mu byly poskytnuty všechny informace o mlékárenském provozu a byla mu poskytnuta materiální pomoc.
Skutečné uznání přinesla Všeruská průmyslová a umělecká výstava, která se konala v létě 1882 v Moskvě. Zde mlékárenské oddělení prezentovalo 900 exponátů! Pozornost přitahovala demonstrace výroby, kterou předváděla farma ze Širobokova, farmy z gubernie Vologda, finští vystavovatelé, mlékárenská škola z Jedimonova a osobně bratři Blandovi. Podle výsledků zkoušek a soutěže firma V. I. Blandova získala právo zobrazovat státní znak na svých produktech a reklamě.
Na světové výstavě v Paříži v roce 1900 získal sýr Blandov zlatou medaili.
V. I. Blandov zemřel v roce 1906 ve věku 59 let a kromě rozvinutého mlékárenského průmyslu a obchodu zanechal své vlasti i nový pojem ruské kuchyně – žlutý sýr z Kostromy.